# Hidrokinon
A hidrokinon (INN: hydroquinone) szerves vegyület, kétértékű fenol. Benzolgyűrűt tartalmaz, mely gyűrűhöz két hidroxilcsoport kapcsolódik para- (átellenes) helyzetben. Két izomerje van: a pirokatechin és a rezorcin. A hidrokinon színtelen, kristályos vegyület. Hideg vízben rosszul oldódik, meleg vízben jobban. Alkohol és éter jól oldja. Hevítés hatására szublimál. Erős redukálószer.
Neve a görög ύδωρ (víz) és a kínafa latin nevének (Cinchona) rövidítéséből származik. 1843-ban Friedrich Wöhler állította elő a kínafa kérgéből nyert kinonból.

## Kémiai tulajdonságai
Erős redukálószer. Oxidálva 1,4-benzokinonná alakul.
Levegőn is oxidálódik, megbarnul. Különösen a lúgos kémhatású oldata hajlamos oxidációra. Már szobahőmérsékleten redukálja az ezüst-nitrát oldatát. A réz borkősavas, lúgos oldatát zöldre színezi. Ebből az oldatból melegítés hatására vörös csapadék, réz(I)-oxid (Cu2O) válik le.

## Előfordulása
A természetben glikozidja, arbutin formájában található. Ez a vegyület a medveszőlő (Arctostaphylos uva ursae) leveleiben fordul elő. Híg savas hidrolízisekor D-glükóz és hidrokinon keletkezik.

## Előállítása
Legegyszerűbben 1,4-benzokinonból állítható elő, redukcióval. Ez a következőképpen végezhető el: 1,4-benzokinon oldatába kén-dioxidot vezetnek; a hidrokinont éterrel vonják ki, az étert bepárolják, majd a keletkezett terméket vízből átkristályosítják.

## Felhasználása
A hidrokinont erős redukáló tulajdonsága miatt redukálószerként használják. A fényképészetben előhívásra szolgált. Felhasználják polimerizáció megakadályozására inhibitornak is. Köztes termék számos festék szintézisénél. Antioxidánsként is alkalmazzák.